# Maurício dos Países Baixos
Maurício dos Países Baixos, Príncipe de Orange-Nassau (Guilherme Frederico Maurício Alexandre Henrique Carlos; 15 de Setembro de 1843 – 4 de Junho de 1850), foi o segundo filho do rei Guilherme III dos Países Baixos e da sua primeira esposa, a princesa Sofia de Württemberg.

## Biografia
O pai de Maurício, Guilherme, subiu ao trono como rei Guilherme III dos Países Baixos após a morte do pai a 17 de Março de 1849. Nessa altura, o casamento dos seus pais, que nunca tinha sido feliz, encontrava-se num ponto crítico devido às muitas infidelidades do rei que terá tido pelo menos uma dúzia de filhos ilegítimos. Quando Maurício adoeceu de meningite, o seu estado de saúde provocou mais um desentendimento entre os pais. Guilherme e Sofia discutiam com frequência junto à cama do seu filho, quando este se encontrava doente, e, quando Sofia quis pedir a opinião de um segundo médico, Guilherme recusou. Maurício acabaria por falecer desta doença a 4 de Junho de 1850, quando tinha seis anos de idade.
Devido à sua posição como monarcas dos Países Baixos, Guilherme e Sofia nunca se puderam divorciar oficialmente, mas chegaram a um acordo e separaram-se em 1855, cinco anos após a morte de Maurício.

## Títulos e formas de tratamento
15 de Setembro de 1843 – 4 de Junho de 1850: Sua Alteza Real, o príncipe Maurício dos Países Baixos, príncipe de Orange-Nassau

## Genealogia
| Maurício dos Países Baixos | Pai: Guilherme III dos Países Baixos | Avô paterno: Guilherme II dos Países Baixos | Bisavô paterno: Guilherme I dos Países Baixos     |
| Maurício dos Países Baixos | Pai: Guilherme III dos Países Baixos | Avô paterno: Guilherme II dos Países Baixos | Bisavó paterna: Guilhermina da Prússia            |
| Maurício dos Países Baixos | Pai: Guilherme III dos Países Baixos | Avó paterna: Ana Pavlovna da Rússia         | Bisavô paterno: Paulo I da Rússia                 |
| Maurício dos Países Baixos | Pai: Guilherme III dos Países Baixos | Avó paterna: Ana Pavlovna da Rússia         | Bisavó paterna: Sofia Dorotéia de Württemberg     |
| Maurício dos Países Baixos | Mãe: Sofia de Württemberg            | Avô materno: Guilherme I de Württemberg     | Bisavô materno: Frederico I de Württemberg        |
| Maurício dos Países Baixos | Mãe: Sofia de Württemberg            | Avô materno: Guilherme I de Württemberg     | Bisavó materna: Augusta de Brunsvique-Volfembutel |
| Maurício dos Países Baixos | Mãe: Sofia de Württemberg            | Avó materna: Catarina Pavlovna da Rússia    | Bisavô materno: Paulo I da Rússia                 |
| Maurício dos Países Baixos | Mãe: Sofia de Württemberg            | Avó materna: Catarina Pavlovna da Rússia    | Bisavó materna: Sofia Dorotéia de Württemberg     |